# عصفور الجنة الأسلي
عصفور الجنة الأسلي (الاسم العلمي:Strelitzia juncea) (بالإنجليزية: African desert banana)‏ هو نوع من النباتات يتبع جنس عصفور الجنة من الفصيلة الإسترلتزية.

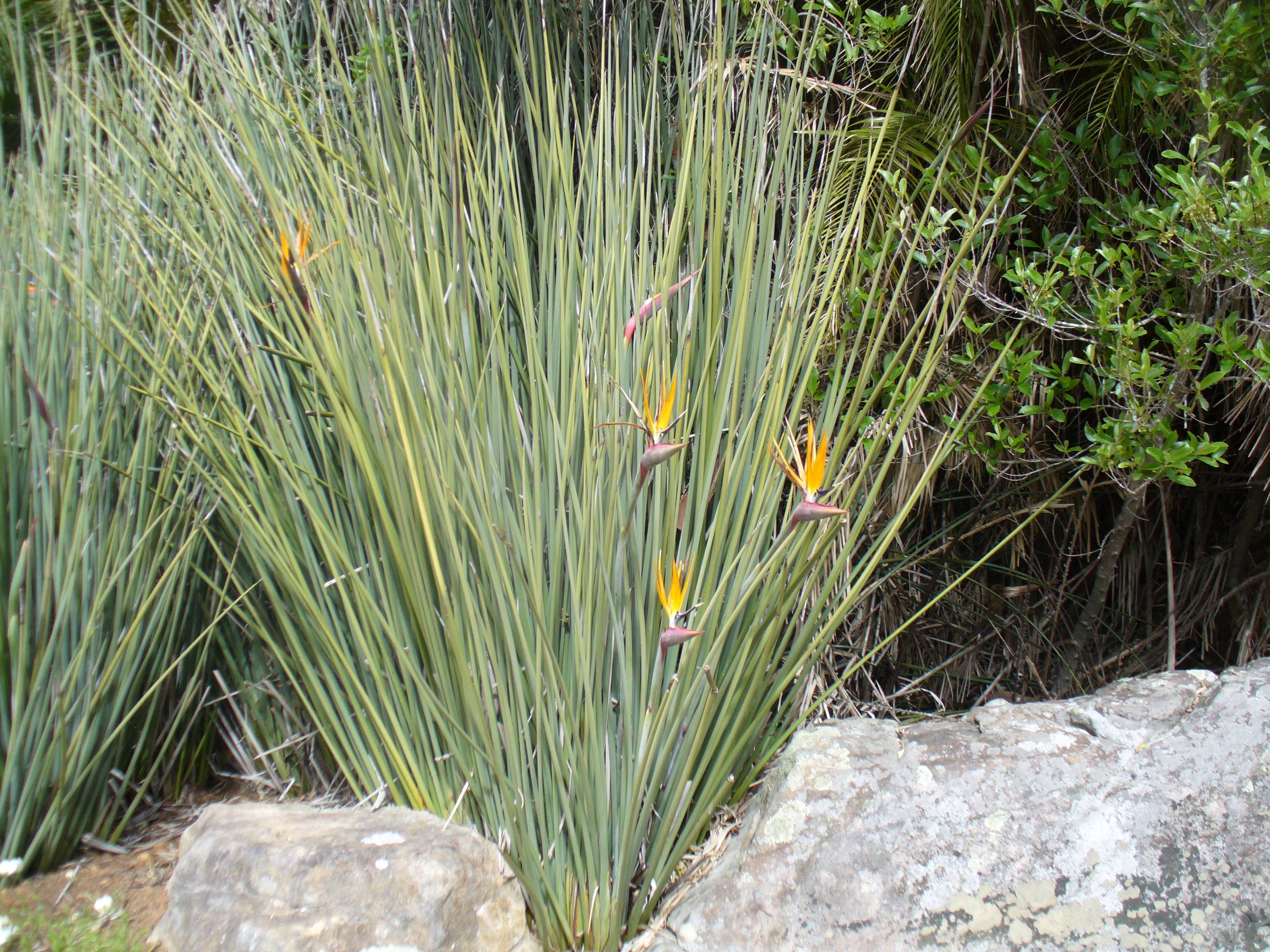
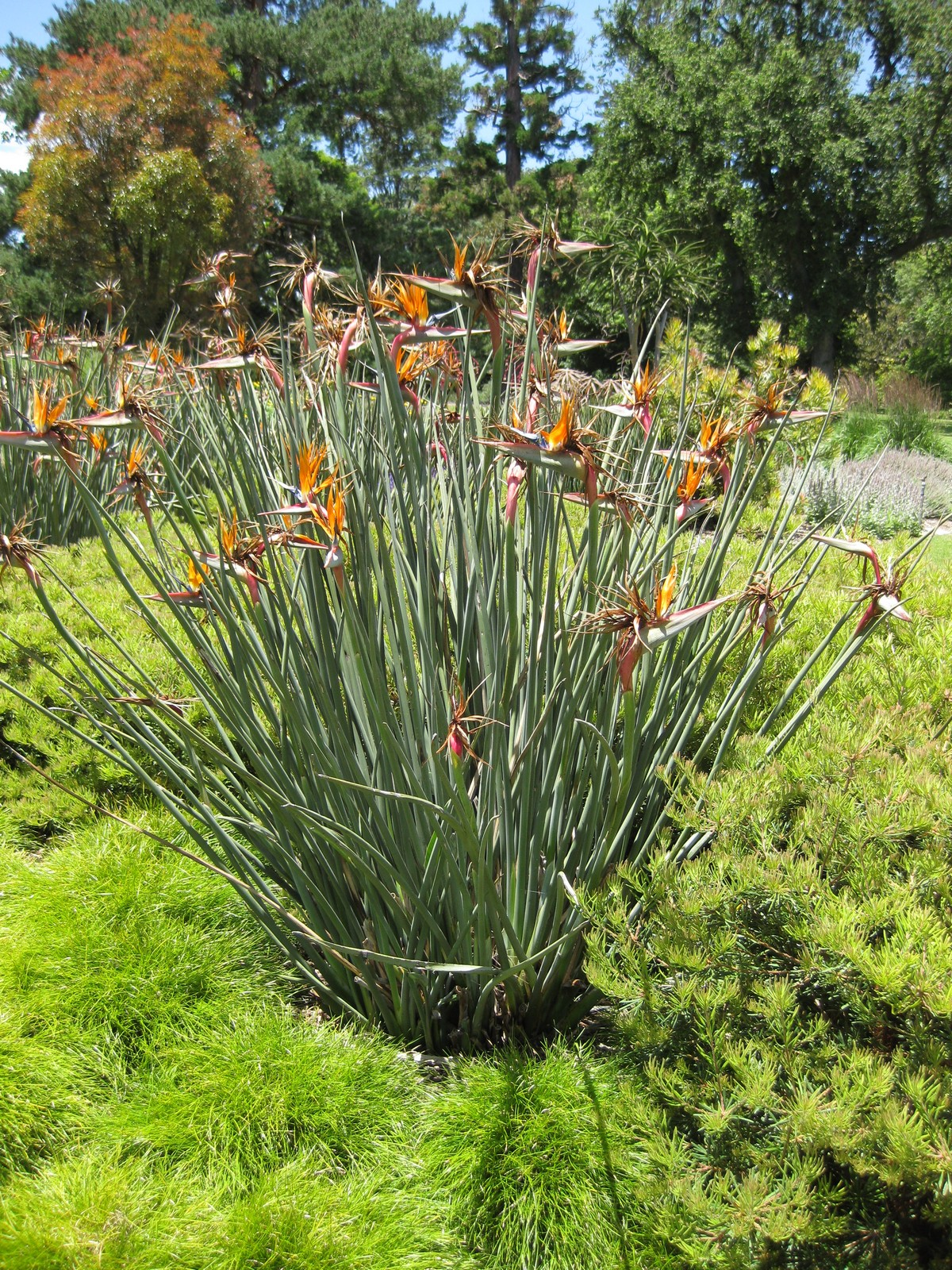
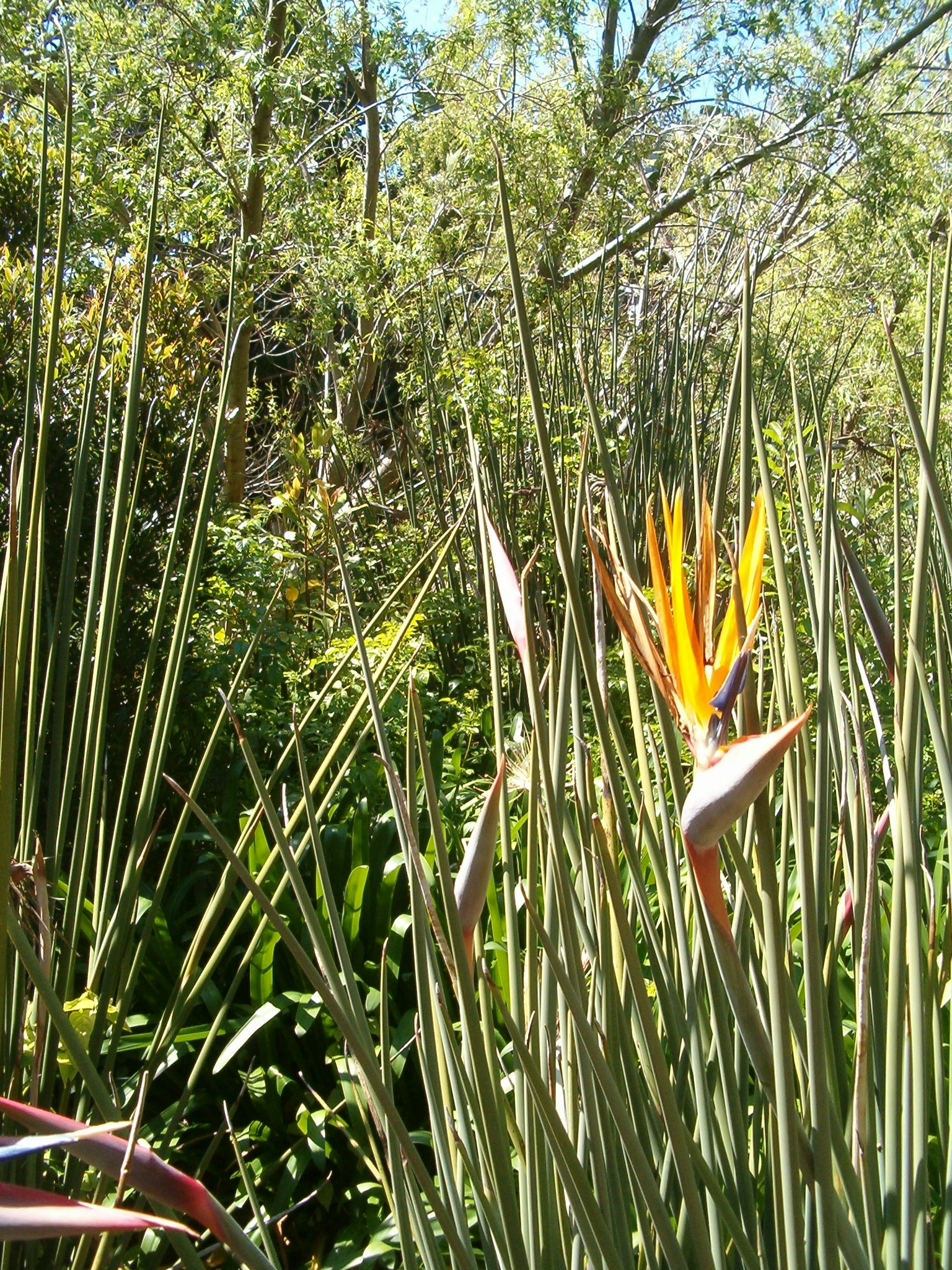